# Ambiórix
Ambiórix ou Ambíorix é uma figura proeminente na história dos celtas, tendo sido soberano dos eburões, um povo belga de origem celta. Foi o responsável pela Revolta de Ambiórix, que resultou na extinção de seu povo.